# Pleszeck (település)
Pleszeck (oroszul: Плесецк) városi jellegű település Oroszország Arhangelszki területén, a Pleszecki járás székhelye.  
Lakossága: 11 037 fő (a 2010. évi népszámláláskor).

## Fekvése
Az Arhangelszki terület nyugati részén, Arhangelszktől 217 km-re délre helyezkedik el. Vasútállomás a Vologda–Konosa–Arhangelszk vasúti fővonal Nyandoma–Obozerszkij közötti szakaszán. Itt halad át a Kargopolból Arhangelszk felé vezető P-1 jelű közút.
A településtől nem messze fekszik Mirnij zárt város és a Pleszeck űrrepülőtér.

## Története
Pleszeck falu mellett, a 19. század végén kiépített Vologda–Arhangelszk vasútvonal egyik állomásaként keletkezett. Névadója a közelében elterülő Pleszci-tó. Hivatalosan az 1930-as években jegyezték be Pleszeck néven mint munkástelepülést. 
A Pleszecki járásban, Szeveroonyezsszk körzetében található Oroszország egyik legnagyobb bauxitlelőhelye, ahol külszíni bányászat folyik. Az 1970-es évek elején Pleszeckben timföldgyár felépítését és nehézipari központ kialakítását tervezték, de a terveket végül nem valósították meg.